# Sami Jekunen
Sami Jekunen (ur. 23 kwietnia 1995 w Pieksämäki) – fiński hokeista.

## Kariera
- SaPKo U16 (2009-2011)
- SaPKo U18 (2010-2012)
- SaPKo U20 (2011-2012)
- SaPKo (2011/2012)
- KalPa U18 (2012-2013)
- KalPa U20 (2012-2014)
- SaPKo U20 (2014/2015)
- SaPKo (2014-2015)
- Jukurit (2015-2016)
- SaPKo (2016-2017)
- Ketterä (2017-2018)
- Odense Bulldogs (2018-2019)
- HK Nioman Grodno (2019-2020)
- Gladiators HT (2020-2021)
- Ciarko STS Sanok (2021-2022)
- Újpesti TE (2022-2023)

Wychowanek klubu Savonlinnan Pallokerho. Grał w jego drużynach juniorskich, a także w zespołach Kalevan Pallo. W barwach macierzystego SaPKo występował w lidze Mestis. W maju 2015 przeszedł do Jukurit, po roku powrócił do SaPKo, rok potem w 2017 do Ketterä, W sierpniu 2018 przeszedł do duńskiego Odense Bulldogs, a w sierpniu 2019 został zakontraktowany przez białoruski Nioman Grodno. W październiku 2020 został graczem Gladiators HT w rodzimej lidze II-divisioona (czwarty poziom). W lipcu 2021 został zaangażowany przez STS Sanok w rozgrywkach Polskiej Hokej Ligi. W listopadzie 2022 został zaangażowany w węgierskim klubie.

## Sukcesy
Klubowe
- Złoty medal Mestis: 2016 z Jukuritem, 2017 z SaPKo
- Brązowy medal mistrzostw Białorusi: 2020 z Niomanem Grodno
- Trzecie miejsce w Pucharze Kontynentalnym: 2020 z Niomanem Grodno